# Hladna kaplja (Sjeverni Atlantski ocean)
Hladna kaplja (eng. cold blob) je pojava u sjevernom Atlantskom oceanu. Pojmom Hladne kaplje opisujemo anomaliju iskazanu hladnim oceanskim površinskim morem, koje utječe na sjevernoatlantsku meridijansku obrtajuću struju, (eng. Atlantic Meridional Overturning Circulation, AMOC, nje. meridionale Umwälzzirkulation des Atlantiks) koji je dio termohalinske cirkulacije, moguće u nekakvu odnosu s otapanjem Grenlandskog ledenog pokrova pobuđenog globalnim zatopljenjem.

## Vanjske poveznice
- Sveučilište u Hamburgu - Stabi Hamburg  Arhivirana inačica izvorne stranice od 9. studenoga 2017. (Wayback Machine) Klockmann, Marlene: Der Effekt verschiedener Klimaantriebe auf die meridionale Umwälzzirkulation des Atlantiks unter glazialen und modernen Bedingungen (nje.)